# Miguel Morey
Miguel Morey Farré (1950, Barcelona, España) es catedrático Emérito de Filosofía de la Universidad de Barcelona. Especializado en la filosofía francesa contemporánea de corte nietzscheano.
Ha sido profesor invitado en diferentes universidades, como Amherst (Massachusetts), Buenos Aires, Columbus (Ohio), La Habana, Lisboa, Madison (Wisconsin), Managua, México DF, Milán, Múnich, Neuquén (Patagonia), Northampton (Massachusetts), Oaxaca, París, Parma, Roma, Tampa (Florida), Tegucigalpa, Valparaíso/Santiago de Chile, Venecia, Viena, Villahermosa (Tabasco) entre otros.
Ha traducido al castellano diferentes obras de los filósofos franceses Michel Foucault y Gilles Deleuze y también ha vertido al castellano algunos libros del filósofo Giorgio Colli.
Colaborador en varias revistas (Ajoblanco; Archipiélago; Aurora, Papeles del Seminario María Zambrano; Boletín informativo Fundación Juan March; Claves de la razón práctica; Creación; Cuadernos del Norte; El Cultural; El Europeo; El signo del gorrión; El Viejo Topo; Er, revista de filosofía; EXIT Express; EXITbooks, Lápiz; Logos, Anales del Seminario de Metafísica; Manía; Metrònom; Microfisuras; Papeles de la Fundación para el Análisis y los Estudios Sociales; Postdata, Revista de Artes Letras y Pensamiento; Quimera; Revista Anthropos; Revista de Occidente; Saber; Tribuna; El Urogallo; Zettel, Arte y ciencias sociales) y diarios (Diario de Barcelona; Diario de Mallorca; Diario 16; El País; El Sol; La Vanguardia).

## Libros destacados
De sus libros publicados destacan:
- Los presocráticos: del mito al logos. Barcelona: Montesinos, 1981.
- Lectura de Foucault. Madrid: Taurus, 1983.
- El hombre como argumento. Barcelona: Anthropos: Barcelona 1987.
- Camino de Santiago. Madrid: F. C.E., 1987.
- El orden de los acontecimientos. Sobre el saber narrativo. Barcelona: Península, 1988.
- PsiqueMáquinas. Barcelona: Montesinos, 1990.
- Nietzsche, una biografía. Barcelona: Archipiélago, 1993.
- Deseo de ser piel roja (Premio Anagrama 1994).[2]
- Robert Wilson (en colaboración con Carmen Pardo Salgado). Barcelona: Polígrafa, 2003.
- Pequeñas doctrinas de la soledad. México/Madrid: Sexto Piso, 2007.
- Hotel Finisterre (precedido por Camino de Santiago). Barcelona: Galaxia Gutenberg, 2011.
- Vidas de Nietzsche. Madrid: Alianza, 2018.
- Monólogos de la bella durmiente: Sobre María Zambrano. Madrid: Alianza, 2021.
- El orden de los acontecimientos. Sobre el saber narrativo. Madrid: Alianza, 2023.

La reedición revisada de Lectura de Foucault ha sido publicada a la vez que Escritos sobre Foucault ambas editadas por Sexto Piso, 2014.